# Národní centrum Stavebnictví 4.0
Národní centrum Stavebnictví 4.0 (ve zkratce NCS 4.0) je otevřená akademicko-průmyslová platforma založená v lednu 2022 s podporou Ministerstva průmyslu a obchodu , která je součástí Českého institutu informatiky, robotiky a kybernetiky Českého vysokého učení technického v Praze. Jejími členskými organizacemi jsou stavební fakulty na ČVUT v Praze, VUT v Brně a VŠB-TUO, stavební společnosti, výrobci stavebních materiálů, generální dodavatelé staveb a projekční společnosti. V lednu roku 2023 bylo podepsáno memorandum o spolupráci s Ministerstvem pro místní rozvoj ČR.

## Zaměření
Hlavním zaměřením centra je integrace digitalizace, automatizace a robotizace ve stavebnictví, přičemž klade důraz na udržitelnost a minimalizaci negativních dopadů na životní prostředí. NCS 4.0 podporuje výzkumné a vývojové projekty ve spolupráci s akademickými a průmyslovými partnery jak na národní, tak mezinárodní úrovni. Centrum usiluje o vytvoření a rozvoj tzv. „Testbedů pro Stavebnictví 4.0“, které jsou speciálními experimentálními platformami pro testování nových technologií ve stavebnictví a poskytují příležitosti pro aplikaci technologií v praxi.
Cílem NCS 4.0 je podpora českého stavebnictví v přechodu na modernější, efektivnější a ekologičtější metody stavební produkce.
NCS 4.0 organizuje vzdělávací a popularizační projekty zaměřené na širokou veřejnost, s cílem zvýšit povědomí a zájem o stavebnictví, zejména mezi mladou generací.

## Stavební gramotnost
Projekt 'Stavební gramotnost' je iniciativa vedená Národním centrem Stavebnictví 4.0 (NCS 4.0) ve spolupráci s platformou Technologická gramotnost. Jeho hlavním cílem je poskytnout studentům základních a středních škol aktualizovaný přehled stavebních procesů a praxí. Tento program klade důraz na integraci vzdělávacích obsahů o udržitelném bydlení, zelených městech a pokrocích v technologiích. Cílí tak na rozšíření povědomí a porozumění studentů k moderním trendům ve stavebnictví a urbanismu.

## Stavební hackathon
Cílem stavebního hackathonu je podpořit odvahu českého stavebnictví inovovat a přinášet nové technologie a přístupy do praxe.

### 2024
První ročník Stavebního hackathonu, zaměřený na dostupné bydlení, proběhl během prvních dvou dnů Festivalu architektury v Brně. Účastnily se ho šestičlenné týmy z českých technických univerzit - ČVUT a ČZU v Praze, ZČU v Plzni, VŠB-TU Ostrava, VUT a Mendelova univerzita v Brně. Tyto týmy prezentovaly své koncepty dostupného bydlení, které zahrnovaly různé materiálové a konstrukční návrhy, odborné porotě. Porota ocenila nejlepší návrhy, přičemž se zvláštní pozornost věnovala materiálům jako dřevo, beton, cihla, modulární a kombinované konstrukce.

## Testbedy pro Stavebnictví 4.0
Testbedy pro Stavebnictví 4.0 jsou platformy, které umožňují přímou spolupráci mezi akademickými institucemi a průmyslovou praxí.